# 梅津灣

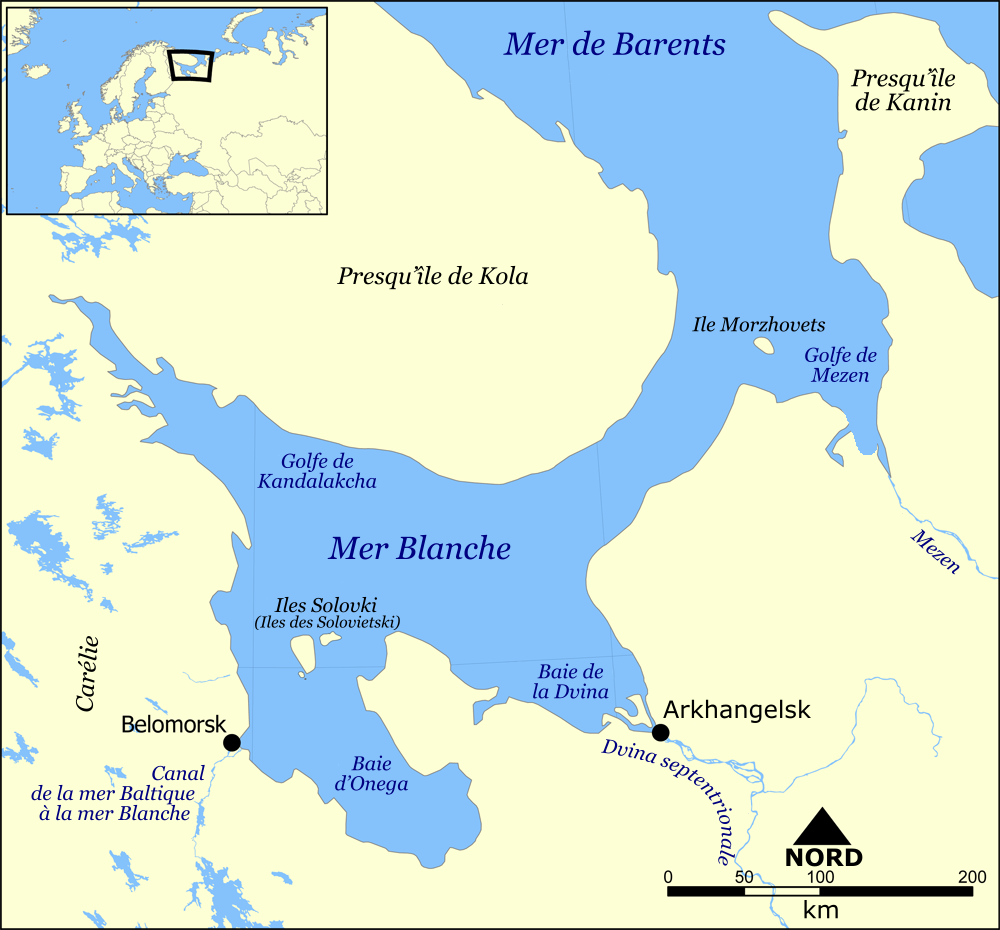
白海地圖中的梅津灣

梅津灣位於俄羅斯西北部阿爾漢格爾斯克州和涅涅茨自治區的卡寧半島南部，面積6,630平方公里，是白海四大港灣之一，其餘為德維納灣、奧涅加灣和坎達拉克沙灣。
66°45′N 43°30′E / 66.750°N 43.500°E